# Escut de Bellprat
L'escut oficial de Bellprat té el següent blasonament:
Escut caironat: de gules, un lleopard lleonat coronat d'or; el peu de sinople sostenint una faixa d'or. Per timbre una corona mural de poble.

## Història
Va ser aprovat l'11 de gener del 2000 i publicat al DOGC el 27 de gener del mateix any amb el número 3065.
El lleó d'or coronat sobre camper de gules són les armes dels comtes de Queralt, senyors de Bellprat. Els colors de l'escut són parlants, en referència al nom del poble: el lleó es troba damunt un peu de sinople que representa un prat, embellit d'or.